# Петково (Софійська область)
Петко́во (болг. Петково) — село в Софійській області Болгарії. Входить до складу общини Єлин Пелин.

## Населення
За даними перепису населення 2011 року у селі проживали 848 осіб.
Національний склад населення села:
| Національність   | Кількість осіб | Відсоток |
| ---------------- | -------------- | -------- |
| болгари          | 719            | 95,9%    |
| турки            | 14             | 1,9%     |
| цигани           | 13             | 1,7%     |
| інша             | 0              | 0%       |
| не визначились   | 4              | 0,5%     |
| Всього відповіли | 750            |          |

Розподіл населення за віком у 2011 році:
Динаміка населення: